# Hugo (film)
Hugo este un film istoric, aventură și dramă în format 3D din 2011, bazat pe romanul lui Brian Selznick „The Invention of Hugo Cabret”, despre un băiețel care trăiește singur în gara feroviară Gare Montparnasse din Paris. Filmul este regizat și co-produs de Martin Scorsese și adaptat pentru ecranizare de John Logan. Este o co-producție între Viacom's Nickelodeon Movies, Graham King's GK Films și Johnny Depp's Infinitum Nihil. În film au jucat actori ca Asa Butterfield, Chloë Grace Moretz, Ben Kingsley, Sacha Baron Cohen, Helen McCrory, Ray Winstone, Emily Mortimer, Jude Law și Christopher Lee.

## Distribuție
- Asa Butterfield ca Hugo Cabret
- Chloë Grace Moretz ca Isabelle
- Ben Kingsley ca Georges Méliès / Papa Georges
- Sacha Baron Cohen ca Inspector Gustave
- Helen McCrory ca Jeanne d'Alcy / Mama Jeanne
- Michael Stuhlbarg ca René Tabard
- Jude Law ca Hugo's father
- Ray Winstone ca Claude Cabret
- Christopher Lee ca Monsieur Labisse
- Emily Mortimer ca Lisette
- Frances de la Tour ca Madame Emile
- Richard Griffiths ca Monsieur Frick
- Marco Aponte ca a train engineer casistant
- Kevin Eldon ca policeman
- Gulliver McGrath ca young Tabard
- Angus Barnett ca a cinema manager
- Ben Addis ca Salvador Dalí
- Emil Lager ca Django Reinhardt
- Robert Gill ca James Joyce

Michael Pitt, Martin Scorsese și Brian Selznick - în roluri cameo.

## Recepție critică

### Liste top 10
Filmul a apărut în următoarele liste ale criticilor cu top 10 cele mai bune filme din 2011:
| Critic           | Publicația               | Poziția |
| ---------------- | ------------------------ | ------- |
| David Denby      | The New Yorker           | 1st     |
| Harry Knowles    | Aint It Cool News        | 1st     |
| Shawn Levy       | The Oregonian (Portland) | 1st     |
| Noel Murray      | A.V. Club                | 2nd     |
| Glenn Kenny      | MSN Movies               | 2nd     |
| Peter Hartlaub   | San Francisco Chronicle  | 2nd     |
| Richard Corliss  | Time                     | 2nd     |
| Roger Ebert      | Chicago Sun-Times        | 4th     |
| Lisa Schwarzbaum | Entertainment Weekly     | 4th     |
| Richard Brody    | The New Yorker           | 4th     |
| Peter Paras      | E! Online                | 5th     |
| N/A              | MTV                      | 5th     |
| Todd McCarthy    | The Hollywood Reporter   | 6th     |
| Peter Travers    | Rolling Stone            | 6th     |
| N/A              | TV Guide                 | 7th     |
| J. Hoberman      | Village Voice            | 8th     |
| Mark Kermode     | BBC Radio 5 Live         | 9th     |
| Kim Morgan       | MSN Movies               | 9th     |
| Keith Phipps     | A.V. Club                | 9th     |
| Sean Axmaker     | MSN Movies               | 10th    |
| Glenn Heath Jr.  | Slant Magazine           | 10th    |
| Jeff Simon       | The Buffalo News         | N/A     |
| Manohla Dargis   | The New York Times       | N/A     |
| Phillip French   | The Observer             | N/A     |

## Premii
| Premiu                                                          | Data ceremoniei                      | Categoria                                                       | Beneficiari și nominalizați                                       | Rezultat               |
| --------------------------------------------------------------- | ------------------------------------ | --------------------------------------------------------------- | ----------------------------------------------------------------- | ---------------------- |
| Academy Awards                                                  | 26 February 2012                     | Best Picture                                                    | Graham King și Martin Scorsese                                    | Nominalizare           |
| Academy Awards                                                  | 26 February 2012                     | Best Director                                                   | Martin Scorsese                                                   | Nominalizare           |
| Academy Awards                                                  | 26 February 2012                     | Best Adapted Screenplay                                         | John Logan                                                        | Nominalizare           |
| Academy Awards                                                  | 26 February 2012                     | Best Cinematography                                             | Robert Richardson                                                 | Câștigat               |
| Academy Awards                                                  | 26 February 2012                     | Best Original Score                                             | Howard Shore                                                      | Nominalizare           |
| Academy Awards                                                  | 26 February 2012                     | Best Art Direction                                              | Dante Ferretti, Francesca Lo Schiavo                              | Câștigat               |
| Academy Awards                                                  | 26 February 2012                     | Best Costume Design                                             | Sandy Powell                                                      | Nominalizare           |
| Academy Awards                                                  | 26 February 2012                     | Best Visual Effects                                             | Robert Legato, Joss Williams, Ben Grossmann and Alex Henning      | Câștigat               |
| Academy Awards                                                  | 26 February 2012                     | Best Film Editing                                               | Thelma Schoonmaker                                                | Nominalizare           |
| Academy Awards                                                  | 26 February 2012                     | Best Sound Editing                                              | Philip Stockton and Eugene Gearty                                 | Câștigat               |
| Academy Awards                                                  | 26 February 2012                     | Best Sound Mixing                                               | Tom Fleischman and John Midgley                                   | Câștigat               |
| Academy of Motion Picture Arts and Sciences of Argentina Awards | 5 decembrie 2012                     | Best Foreign Film                                               | Graham King, Timothy Headington, Martin Scorsese, and Johnny Depp | Câștigat               |
| Alliance of Women Film Journalists                              | 10 January 2012                      | Best Picture                                                    | Graham King and Martin Scorsese                                   | Nominalizare           |
| Alliance of Women Film Journalists                              | 10 January 2012                      | Best Director                                                   | Martin Scorsese                                                   | Nominalizare           |
| Alliance of Women Film Journalists                              | 10 January 2012                      | Best Adapted Screenplay                                         | John Logan                                                        | Nominalizare           |
| Alliance of Women Film Journalists                              | 10 January 2012                      | Best Cinematography                                             | Robert Richardson                                                 | Nominalizare           |
| Alliance of Women Film Journalists                              | 10 January 2012                      | Best Editing                                                    | Thelma Schoonmaker                                                | Câștigat               |
| American Society of Cinematographers                            | 12 February 2012                     | Outstanding Achievement in Cinematography in a Feature Film     | Robert Richardson                                                 | Nominalizare           |
| Art Directors Guild                                             | 4 February 2012                      | Period Film                                                     | Dante Ferretti                                                    | Câștigat               |
| Australian Academy of Cinema and Television Arts Awards         | 27 January 2012                      | Best Film – International                                       | Graham King and Martin Scorsese                                   | Nominalizare           |
| Australian Academy of Cinema and Television Arts Awards         | 27 January 2012                      | Best Direction – International                                  | Martin Scorsese                                                   | Nominalizare           |
| Boston Society of Film Critics Award                            | 11 December 2011                     | Best Director                                                   | Martin Scorsese                                                   | Câștigat               |
| Boston Society of Film Critics Award                            | 11 December 2011                     | Best Film                                                       | Graham King and Martin Scorsese                                   | Nominalizare           |
| Boston Society of Film Critics Award                            | 11 December 2011                     | Best Cinematography                                             | Robert Richardson                                                 | Nominalizare 2nd place |
| Boston Society of Film Critics Award                            | 11 December 2011                     | Best Editing                                                    | Thelma Schoonmaker                                                | Nominalizare 2nd place |
| BAFTA                                                           | 12 February 2012                     | Best Director                                                   | Martin Scorsese                                                   | Nominalizare           |
| BAFTA                                                           | 12 February 2012                     | Best Cinematography                                             | Robert Richardson                                                 | Nominalizare           |
| BAFTA                                                           | 12 February 2012                     | Best Original Score                                             | Howard Shore                                                      | Nominalizare           |
| BAFTA                                                           | 12 February 2012                     | Best Sound                                                      | Philip Stockton, Eugene Gearty, Tom Fleischman and John Midgley   | Câștigat               |
| BAFTA                                                           | 12 February 2012                     | Best Editing                                                    | Thelma Schoonmaker                                                | Nominalizare           |
| BAFTA                                                           | 12 February 2012                     | Best Production Design                                          | Dante Ferretti and Francesca Lo Schiavo                           | Câștigat               |
| BAFTA                                                           | 12 February 2012                     | Best Costume Design                                             | Sandy Powell                                                      | Nominalizare           |
| BAFTA                                                           | 12 February 2012                     | Best Makeup and Hair                                            | Morag Ross and Jan Archibald                                      | Nominalizare           |
| Broadcast Film Critics Association                              |                                      | Best Picture                                                    | Graham King and Martin Scorsese                                   | Nominalizare           |
| Broadcast Film Critics Association                              | Best Director                        | Martin Scorsese                                                 | Nominalizare                                                      |                        |
| Broadcast Film Critics Association                              | Best Young Actor/Actress             | Asa Butterfield                                                 | Nominalizare                                                      |                        |
| Broadcast Film Critics Association                              | Best Adapted Screenplay              | John Logan                                                      | Nominalizare                                                      |                        |
| Broadcast Film Critics Association                              | Best Cinematography                  | Robert Richardson                                               | Nominalizare                                                      |                        |
| Broadcast Film Critics Association                              | Best Editing                         | Thelma Schoonmaker                                              | Nominalizare                                                      |                        |
| Broadcast Film Critics Association                              | Best Production Design/Art Direction | Dante Ferretti, Francesca Lo Schiavo                            | Câștigat                                                          |                        |
| Broadcast Film Critics Association                              | Best Score                           | Howard Shore                                                    | Nominalizare                                                      |                        |
| Broadcast Film Critics Association                              | Best Costume Design                  | Sandy Powell                                                    | Nominalizare                                                      |                        |
| Broadcast Film Critics Association                              | Best Visual Effects                  | Robert Legato                                                   | Nominalizare                                                      |                        |
| Broadcast Film Critics Association                              | Best Sound                           | Philip Stockton, Eugene Gearty, Tom Fleischman and John Midgley | Nominalizare                                                      |                        |
| Chicago Film Critics Association                                | 7 January 2012                       | Best Film                                                       | Graham King and Martin Scorsese                                   | Nominalizare           |
| Chicago Film Critics Association                                | 7 January 2012                       | Best Director                                                   | Martin Scorsese                                                   | Nominalizare           |
| Chicago Film Critics Association                                | 7 January 2012                       | Best Cinematography                                             | Robert Richardson                                                 | Nominalizare           |
| Chicago Film Critics Association                                | 7 January 2012                       | Best Score                                                      | Howard Shore                                                      | Nominalizare           |
| David di Donatello Awards                                       | 4 May 2012                           | Best Foreign Film                                               |                                                                   | Nominalizare           |
| Detroit Film Critics Society                                    | 16 December 2011                     | Best Film                                                       | Graham King and Martin Scorsese                                   | Nominalizare           |
| Detroit Film Critics Society                                    | 16 December 2011                     | Best Director                                                   | Martin Scorsese                                                   | Nominalizare           |
| Florida Film Critics Circle Awards                              | 19 December 2011                     | Best Director                                                   | Martin Scorsese                                                   | Câștigat               |
| Florida Film Critics Circle Awards                              | 19 December 2011                     | Best Film                                                       | Graham King and Martin Scorsese                                   | Nominalizare           |
| Florida Film Critics Circle Awards                              | 19 December 2011                     | Best Production Design/Art Direction                            | Dante Ferretti and Francesca Lo Schiavo                           | Câștigat               |
| Golden Globe Awards                                             | 15 January 2012                      | Best Director                                                   | Martin Scorsese                                                   | Câștigat               |
| Golden Globe Awards                                             | 15 January 2012                      | Best Motion Picture – Drama                                     | Graham King and Martin Scorsese                                   | Nominalizare           |
| Golden Globe Awards                                             | 15 January 2012                      | Best Original Score                                             | Howard Shore                                                      | Nominalizare           |
| Golden Trailer Awards                                           | 31 May 2012                          | Best Animation/Family                                           | "Imagine"                                                         | Nominalizare           |
| Golden Trailer Awards                                           | 31 May 2012                          | Best Animation/Family TV Spot                                   |                                                                   | Nominalizare           |
| Grammy Awards                                                   | 10 February 2013                     | Best Score Soundtrack For Visual Media                          | Howard Shore                                                      | Nominalizare           |
| Hugo Awards (Science Fiction Achievement Awards)                | 2 September 2012                     | Best Dramatic Presentation (Long Form)                          | Martin Scorsese and John Logan                                    | Nominalizare           |
| Indiana Film Critics Association                                |                                      | Best Film                                                       | Graham King and Martin Scorsese                                   | Nominalizare           |
| Indiana Film Critics Association                                | Best Musical Score                   | Howard Shore                                                    | Nominalizare                                                      |                        |
| Las Vegas Film Critics Society                                  | 13 December 2011                     | Best Film                                                       | Graham King and Martin Scorsese                                   | Nominalizare           |
| Las Vegas Film Critics Society                                  | 13 December 2011                     | Best Family Film                                                | Best Family Film                                                  | Câștigat               |
| Las Vegas Film Critics Society                                  | 13 December 2011                     | Best Film Editing                                               | Thelma Schoonmaker                                                | Câștigat               |
| Las Vegas Film Critics Society                                  | 13 December 2011                     | Best Youth in Film                                              | Asa Butterfield                                                   | Câștigat               |
| National Board of Review                                        |                                      | Best Film                                                       | Graham King and Martin Scorsese                                   | Câștigat               |
| National Board of Review                                        | Best Director                        | Martin Scorsese                                                 | Câștigat                                                          |                        |
| New York Film Critics Circle Award                              | 29 November 2011                     | Best Director                                                   | Martin Scorsese                                                   | Nominalizare 2nd place |
| New York Film Critics Circle Award                              | 29 November 2011                     | Best Film                                                       | Graham King and Martin Scorsese                                   | Nominalizare 3rd place |
| Online Film Critics Society Awards                              | 2 January 2012                       | Best Picture                                                    | Graham King and Martin Scorsese                                   | Nominalizare           |
| Online Film Critics Society Awards                              | 2 January 2012                       | Best Director                                                   | Martin Scorsese                                                   | Nominalizare           |
| Online Film Critics Society Awards                              | 2 January 2012                       | Best Cinematography                                             | Robert Richardson                                                 | Nominalizare           |
| Phoenix Film Critics Society                                    | 27 December 2011                     | Best Picture                                                    | Graham King and Martin Scorsese                                   | Nominalizare           |
| Phoenix Film Critics Society                                    | 27 December 2011                     | Best Director                                                   | Martin Scorsese                                                   | Nominalizare           |
| Phoenix Film Critics Society                                    | 27 December 2011                     | Best Adapted Screenplay                                         | John Logan                                                        | Nominalizare           |
| Phoenix Film Critics Society                                    | 27 December 2011                     | Best Cinematography                                             | Robert Richardson                                                 | Nominalizare           |
| Phoenix Film Critics Society                                    | 27 December 2011                     | Best Production Design                                          | Dante Ferretti                                                    | Câștigat               |
| Phoenix Film Critics Society                                    | 27 December 2011                     | Best Costume Design                                             | Sandy Powell                                                      | Nominalizare           |
| Phoenix Film Critics Society                                    | 27 December 2011                     | Best Visual Effects                                             | Robert Legato                                                     | Câștigat               |
| Phoenix Film Critics Society                                    | 27 December 2011                     | Best Live Action Family Film                                    |                                                                   | Nominalizare           |
| Satellite Awards                                                | 19 December 2011                     | Best Picture                                                    | Graham King and Martin Scorsese                                   | Nominalizare           |
| Satellite Awards                                                | 19 December 2011                     | Best Director                                                   | Martin Scorsese                                                   | Nominalizare           |
| Satellite Awards                                                | 19 December 2011                     | Best Art Direction and Production Design                        | Dante Ferretti and Francesca Lo Schiavo                           | Nominalizare           |
| Satellite Awards                                                | 19 December 2011                     | Best Cinematography                                             | Robert Richardson                                                 | Nominalizare           |
| Satellite Awards                                                | 19 December 2011                     | Best Visual Effects                                             | Robert Legato                                                     | Câștigat               |
| San Diego Film Critics Society Awards                           | 14 December 2011                     | Best Production Design                                          | Dante Ferretti                                                    | Câștigat               |
| San Diego Film Critics Society Awards                           | 14 December 2011                     | Best Film                                                       | Graham King and Martin Scorsese                                   | Nominalizare           |
| San Diego Film Critics Society Awards                           | 14 December 2011                     | Best Director                                                   | Martin Scorsese                                                   | Nominalizare           |
| San Diego Film Critics Society Awards                           | 14 December 2011                     | Best Adapted Screenplay                                         | John Logan                                                        | Nominalizare           |
| San Diego Film Critics Society Awards                           | 14 December 2011                     | Best Cinematography                                             | Robert Richardson                                                 | Nominalizare           |
| San Diego Film Critics Society Awards                           | 14 December 2011                     | Best Editing                                                    | Thelma Schoonmaker                                                | Nominalizare           |
| San Diego Film Critics Society Awards                           | 14 December 2011                     | Best Score                                                      | Howard Shore                                                      | Nominalizare           |
| Saturn Awards                                                   | 20 June 2012                         | Best Fantasy Film                                               | Best Fantasy Film                                                 | Nominalizare           |
| Saturn Awards                                                   | 20 June 2012                         | Best Actor                                                      | Ben Kingsley                                                      | Nominalizare           |
| Saturn Awards                                                   | 20 June 2012                         | Best Performance by a Younger Actor                             | Asa Butterfield                                                   | Nominalizare           |
| Saturn Awards                                                   | 20 June 2012                         | Best Performance by a Younger Actor                             | Chloë Grace Moretz                                                | Nominalizare           |
| Saturn Awards                                                   | 20 June 2012                         | Best Director                                                   | Martin Scorsese                                                   | Nominalizare           |
| Saturn Awards                                                   | 20 June 2012                         | Best Writing                                                    | John Logan                                                        | Nominalizare           |
| Saturn Awards                                                   | 20 June 2012                         | Best Music                                                      | Howard Shore                                                      | Nominalizare           |
| Saturn Awards                                                   | 20 June 2012                         | Best Costume                                                    | Sandy Powell                                                      | Nominalizare           |
| Saturn Awards                                                   | 20 June 2012                         | Best Production Design                                          | Dante Ferretti                                                    | Câștigat               |
| Saturn Awards                                                   | 20 June 2012                         | Best Editing                                                    | Thelma Schoonmaker                                                | Nominalizare           |
| Washington D.C. Area Film Critics Association Awards            | 5 December 2011                      | Best Director                                                   | Martin Scorsese                                                   | Câștigat               |
| Washington D.C. Area Film Critics Association Awards            | 5 December 2011                      | Best Art Direction                                              | Dante Derretti                                                    | Câștigat               |
| Washington D.C. Area Film Critics Association Awards            | 5 December 2011                      | Best Film                                                       | Graham King and Martin Scorsese                                   | Nominalizare           |
| Washington D.C. Area Film Critics Association Awards            | 5 December 2011                      | Best Acting Ensemble                                            | Best Acting Ensemble                                              | Nominalizare           |
| Washington D.C. Area Film Critics Association Awards            | 5 December 2011                      | Best Adapted Screenplay                                         | John Logan                                                        | Nominalizare           |
| Washington D.C. Area Film Critics Association Awards            | 5 December 2011                      | Best Cinematography                                             | Robert Richardson                                                 | Nominalizare           |
| Washington D.C. Area Film Critics Association Awards            | 5 December 2011                      | Best Score                                                      | Howard Shore                                                      | Nominalizare           |
| World Soundtrack Academy                                        | 20 October 2012                      | Best Soundtrack Award                                           | Howard Shore                                                      | Nominalizare           |
| World Soundtrack Academy                                        | 20 October 2012                      | Composer of the Year                                            | Howard Shore                                                      | Nominalizare           |
| Young Artist Award                                              | 6 May 2012                           | Best Performance in a Feature Film - Leading Young Actor        | Asa Butterfield                                                   | Nominalizare           |
| Young Artist Award                                              | 6 May 2012                           | Best Performance in a Feature Film - Leading Young Actress      | Chloë Grace Moretz                                                | Câștigat               |